# Djurgårdens IF Fotboll 1974
Djurgårdens IF Fotboll, spelade 1974 i Allsvenskan. Denna säsong kom man på en 8:e plats.
Med ett hemmapubliksnitt på 7625 blev Harry Svensson lagets bäste målskytt med 9 mål.